# 人民青年组织
人民青年组织（波斯語：‎，羅馬化：Sāzmān-e javānān-e Tuda）是伊朗人民党的青年翼。该组织成立于1943年，前身是波斯青年共产主义联盟。该组织是世界民主青年联盟的成员。该组织曾出版《为了青年人民》周报和《战斗》日报 。